# Desmond Williams (bokser)
Desmond Williams (ur. 11 kwietnia 1967) – sierraleoński bokser, uczestnik Letnich Igrzysk Olimpijskich 1988 w Seulu.
Na Letnich Igrzyskach Olimpijskich 1988 odpadł w 1/16 finału, przegrywając w swojej pierwszej walce na turnieju z Brytyjczykiem Richardem Woodhallem.